# Smolno (województwo warmińsko-mazurskie)
Smolno (niem. Schmolainen) – osada w Polsce położona w województwie warmińsko-mazurskim, w powiecie ostródzkim, w gminie Małdyty.
W latach 1975–1998 miejscowość położona była w województwie olsztyńskim.
Wieś wzmiankowana w dokumentach z roku 1399, jako wieś pruska na dwóch włókach. Pierwotna nazwa wsi to Smaleyn. W roku 1782 we wsi odnotowano dwa domy, natomiast w 1858 w dwóch gospodarstwach domowych było 34 mieszkańców. W latach 1937–1939 było 31 mieszkańców. W roku 1973 jako majątek Smolno należało do powiatu morąskiego, gmina Małdyty, poczta Janiki Wielkie.